# Parafia Znalezienia Krzyża Świętego w Skoczowie
Parafia Znalezienia Krzyża Świętego – rzymskokatolicka parafia znajdująca się w Skoczowie. Parafia należy do dekanatu Skoczów. W 2005 r. zamieszkiwało ją około 1200 katolików.
Murowany kościół powstał na miejscu spalonej drewnianej kaplicy z XVI w. Przy kościele działał przytułek dla bezdomnych. Samodzielną parafię erygowano 16 czerwca 1981 r.